# Romuald Czystaw

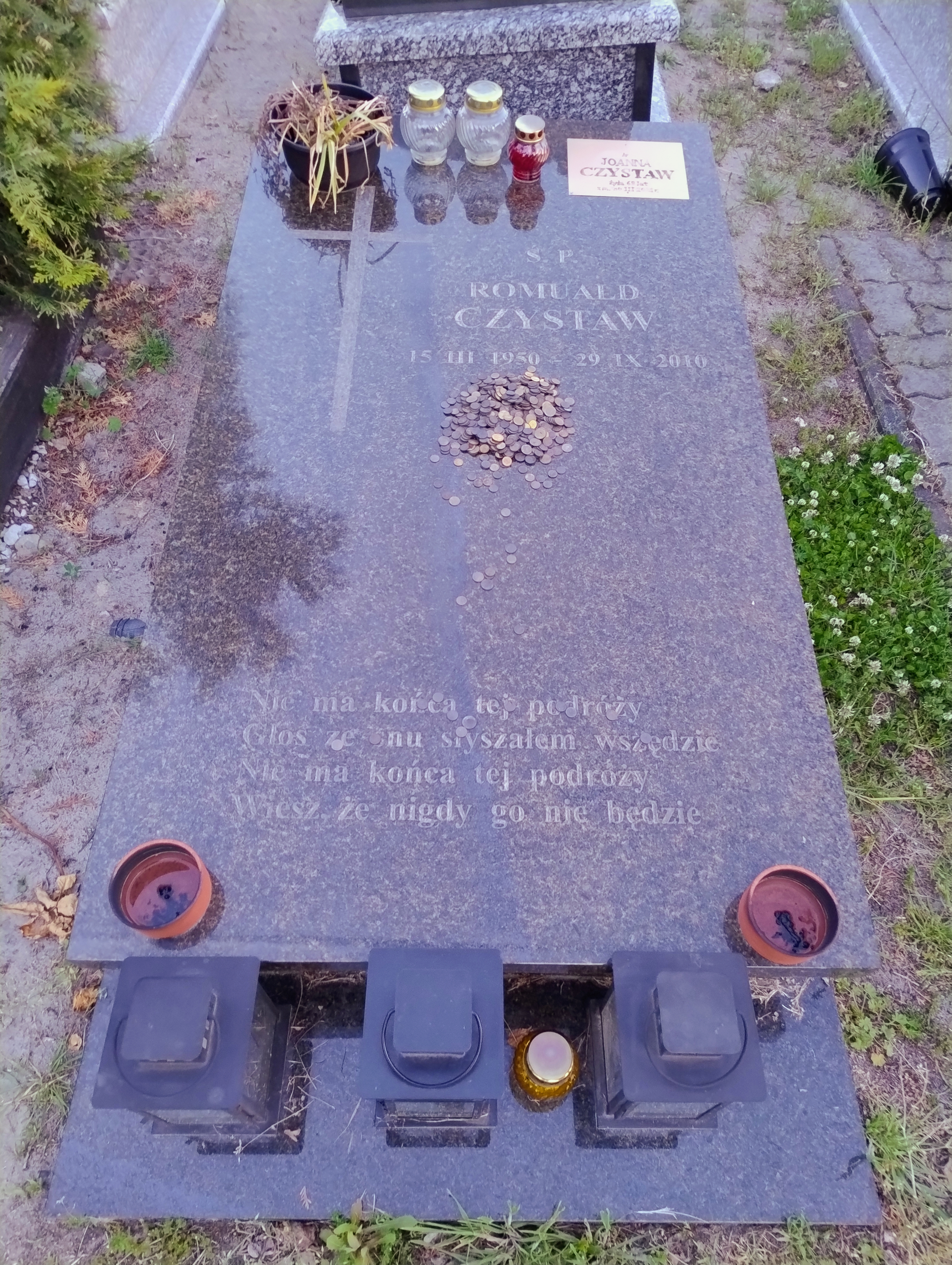
Grób Romualda Czystawa

Romuald Czystaw (ur. 15 marca 1950 w Warszawie, zm. 29 września 2010 tamże) – polski wokalista rockowy, frontman zespołów Dzikie Dziecko (w latach 1974–1976) i Budka Suflera (1978–1982).

## Życiorys
Karierę muzyczną zaczynał w zespole „Sekrety” warszawskiego XXVII Liceum im. Tadeusza Czackiego. Występował razem ze Zbigniewem Hołdysem w warszawskich zespołach – Kwiaty Warszawy i Dzikie Dziecko, a także w Pięciu, System, Grupa Dominika i w innych grupach muzycznych.
W 1978 został wokalistą Budki Suflera, do której dołączył po odejściu z niej Stanisława Wenglorza. Brał udział w nagrywaniu trzech albumów studyjnych grupy: Na brzegu światła (1979), Ona przyszła prosto z chmur (1980) oraz Za ostatni grosz (1982). Skomponował utwór „Nie taki znów wolny”, który umieszczono na albumie Za ostatni grosz. W 1982 odszedł z zespołu, zastąpił go Felicjan Andrzejczak. Do 1984 występował gościnnie na koncertach grupy, następnie przebywał w Zjednoczonych Emiratach Arabskich, gdzie koncertował m.in. w ekskluzywnych hotelach z zespołem Romek’s Band (głównie śpiewając utwory z repertuaru zespołu The Beatles). 
W 1999 wziął udział w trasie koncertowej z okazji 25-lecia Budki Suflera. W tym samym roku nagrał (wspólnie z Krzysztofem Cugowskim i Felicjanem Andrzejczakiem) utwór „V bieg”. Wystąpił też wspólnie z Budką Suflera w nowojorskiej sali Carnegie Hall, gdzie zaśpiewał utwory: „Nie wierz nigdy kobiecie”, „Za ostatni grosz”, „Rock’n’roll na dobry początek”, „V bieg” i „Nie taki znów wolny”.
16 listopada 2007 wystąpił w programie TVP2 „Wideoteka dorosłego człowieka”. W kolejnych latach okazjonalnie występował z Budką Suflera jako gość specjalny. Ostatnie koncerty z Budką Suflera zaśpiewał 18 września w Pabianicach z okazji obchodów XXX Lecia NSZZ „Solidarność” i 19 września 2010 na Błoniach przed zamkiem w Lublinie.
Fascynował się twórczością zespołów – The Beatles i UFO.

## Życie prywatne
Syn Tadeusza i Marii. Był żonaty z Joanną.
Zmarł w wyniku problemów kardiologicznych. Został pochowany w Warszawie na cmentarzu w Marysinie Wawerskim (kwatera 4D).

## Dyskografia

### z Budką Suflera

#### Albumy studyjne
- 1979 Na brzegu światła
- 1980 Ona przyszła prosto z chmur
- 1982 Za ostatni grosz

#### Albumy kompilacyjne
- 1984 1974–1984
- 1999 Greatest Hits II

#### Albumy koncertowe
- 2000 Live at Carnegie Hall
- 2024 Nie taki znów wolny - Live at Carnegie Hall[10]

## Teledyski
- „Nie wierz nigdy kobiecie” (1981)
- „Za ostatni grosz” (1982)
- „V bieg” (1999)

## Filmografia
- Ona przyszła prosto z chmur (1980) – recital telewizyjny
- Budka Suflera w Nowym Jorku (1999) – film dokumentalny, reż. Maciej Dejczer
- Wideoteka dorosłego człowieka (2007) – program telewizyjny